# Apogon szerokopasy
Apogon szerokopasy (Ostorhinchus angustatus) – gatunek ryby z rodziny apogonowatych.

## Występowanie
Ocean Indyjski oraz zachodni Pacyfik od Morza Czerwonego i wschodnich wybrzeży Afryki na zach. po atol Mangareva na wsch. oraz od Tajwanu na płn. po Nową Kaledonię na płd.
Żyje na rafach, na głębokości 6 - 25 (max.65) metrów. Aktywny nocą, dzień spędza w ukryciu.

## Cechy morfologiczne
Dorasta do 11 cm długości. Ciało wydłużone. Linia boczna składa się z 28 otworów. Na pierwszym łuku skrzelowym 19 - 20 wyrostków filtracyjnych, 5 - 6 na górze i 13 - 15 na dole. W płetwach grzbietowych 8 kolców i 9 miękkich promieni, w płetwie odbytowej 2 kolce i 8 miękkich promieni. W płetwach piersiowych po 14 promieni.
Ubarwienie ciała białawe z pięcioma podłużnymi, miedzianymi do ciemnobrązowych, pasami, u nasady płetwy ogonowej ciemna, okrągła plamka. Promienie płetw czerwonawe.

## Odżywianie
Żeruje nocą. Żywi się wieloszczetami oraz innymi drobnymi, dennymi bezkręgowcami.

## Rozród
W czasie tarła poszczególne osobniki dobieraj się w pary. Ikra po złożeniu jest przetrzymywana w pysku.